# Bengáliak
 
A bengáliak (bengáliul: বাঙ্গালী/বাঙালি) vagy a bengáli nép  egy indoárja etnolingvisztikai csoport, amely Dél-Ázsia Bengália nevű régiójában összpontosul. A nép főleg Banglades és az indiai Nyugat-Bengál és Tripura, továbbá Asszám, Meghálaja és Manipur egyes részei között oszlik meg.  A legtöbben bengáli nyelven beszélnek, amely az indoárja nyelvcsaládhoz tartozik.
A bengáliak a világon a harmadik legnagyobb etnikai csoport a han kínaiak és az arabok után.  A diaszpórájuk (bangladesi és indiai bengáliak)  a Közel-Keleten, Pakisztánban, Mianmarban, az Egyesült Királyságban, az Egyesült Államokban, Malajziában, Olaszországban, Szingapúrban, Maldív-szigeteken, Kanadában, Ausztráliában, Japánban és Dél-Koreában jelentősebb közösségekkel rendelkezik.